# Travis Smith (Künstler)
Travis Smith (* 26. Februar 1970 in San Diego, Kalifornien) ist ein US-amerikanischer Grafiker. Er ist hauptsächlich für seine Artworks für Metalbands wie Anathema, Death, Devin Townsend, Katatonia, Nevermore, Opeth, Soilwork oder Strapping Young Lad bekannt.

## Leben
Smith gestaltete zu Beginn seiner Karriere die Musikalbencover für die Band eines Freundes, der Progressive-Metal-Band Psychotic Waltz. Durch die Arbeit für diese Band konnte er Verbindungen knüpfen, die es ihm schließlich erlaubten, eine Vollzeit-Karriere in der Kunst zu beginnen. Von 2006 bis 2011 arbeitete Smith mit fast 100 Bands zusammen. Abgesehen von einem Semester an der High School hat Smith keine formale Kunstausbildung durchlaufen.
Smith lebt in San Diego.

## Stil
Smiths Arbeit besteht im Wesentlichen aus der Gestaltung von Albencover für Metalbands. Er ist für seinen „dunklen und introspektiven“ Stil bekannt, der größtenteils auf Fotografien aufbaut, die dann digital mit anderen Medien zusammengesetzt werden.
Bei der Erstellung des Covers zum Album Nightmare der Band Avenged Sevenfold beispielsweise malte er ein paar Texturen mit Acryl- und Wasserfarben, scannte diese und mischte sie mit dem gesamten Bild. Für besondere Bestandteile wie den Schädel und das Mädchen übermalte er die Fotos digital und fügte sie dann in die Originale ein.

## Unvollständige Übersicht zu Werken Smiths
| Jahr | Album                              | Künstler            | Credit(s)                              |
| ---- | ---------------------------------- | ------------------- | -------------------------------------- |
| 1998 | Elements of Anger                  | Sadus               | Artwork                                |
| 1998 | Eyesore EP                         | Skinlab             | Artwork                                |
| 1998 | Something Wicked This Way Comes    | Iced Earth          | Artwork                                |
| 1998 | The Sound of Perseverance          | Death               | Artwork                                |
| 1999 | Adagio                             | Solitude Aeturnus   | Artwork, Design                        |
| 1999 | Alive in Athens                    | Iced Earth          | Artwork                                |
| 1999 | Demons & Wizards                   | Demons & Wizards    | Artwork, Design, Layout, Logo          |
| 1999 | Disembody: The New Flesh           | Skinlab             | Artwork, Design                        |
| 1999 | Dreaming Neon Black                | Nevermore           | Design, Illustrationen                 |
| 1999 | Necroshine                         | Overkill            | Artwork                                |
| 1999 | Still Life                         | Opeth               | Fotografie, Booklet-Design             |
| 1999 | Tonight's Decision                 | Katatonia           | Design, Layout, Illustrationen         |
| 2000 | Black Emotions                     | Beseech             | Cover                                  |
| 2000 | Bloodletting                       | Overkill            | Design, Illustrationen, layout concept |
| 2000 | Dead Heart in a Dead World         | Nevermore           | Design, Illustrationen                 |
| 2000 | Lightbringer                       | Power Symphony      | Illustrations                          |
| 2000 | Manifestation                      | Malevolent Creation | Design, Illustrationen                 |
| 2000 | Only Law Is Survival               | Hate Plow           | Cover                                  |
| 2000 | Thane to the Throne                | Jag Panzer          | Cover                                  |
| 2001 | Blackwater Park                    | Opeth               | Design, Cover                          |
| 2001 | Horror Show                        | Iced Earth          | Layout, Illustrationen                 |
| 2001 | Last Fair Deal Gone Down           | Katatonia           | Design, Fotografie                     |
| 2001 | Mechanized Warfare                 | Jag Panzer          | Artwork                                |
| 2001 | Profoundemonium                    | Trail of Tears      | Layout, Cover                          |
| 2001 | Rapture                            | Dragonlord          | Design, Layout, Illustrationen         |
| 2001 | Tonight's Music                    | Katatonia           | Fotografie, Design                     |
| 2001 | Terria                             | Devin Townsend      | Design, Illustrationen                 |
| 2002 | Abigail II: The Revenge            | King Diamond        | Artwork                                |
| 2002 | Dark Genesis                       | Iced Earth          | Artwork, Design, Layout                |
| 2002 | Deadsoul Tribe                     | Deadsoul Tribe      | Design, Layout, Illustrationen         |
| 2002 | Deliverance                        | Opeth               | Design, Fotografie                     |
| 2002 | Despise the Sun                    | Suffocation         | Artwork                                |
| 2002 | Envenomed II                       | Malevolent Creation | Cover                                  |
| 2002 | Natural Born Chaos                 | Soilwork            | Artwork, Layout                        |
| 2002 | Resurrection Through Carnage       | Bloodbath           | Digital editing, Design                |
| 2002 | Souls Highway                      | Beseech             | Cover                                  |
| 2002 | To Welcome the Fade                | Novembers Doom      | Artwork                                |
| 2002 | Tribute to the Gods                | Iced Earth          | Artwork, Design, Layout                |
| 2002 | The Will to Kill                   | Malevolent Creation | Artwork                                |
| 2002 | Words as Carriers                  | Matt Zane           | Artwork, Layout                        |
| 2002 | Wrecking Everything                | Overkill            | Design                                 |
| 2003 | Accelerated Evolution              | Devin Townsend      | Graphic Design, layout Design          |
| 2003 | Damnation                          | Opeth               | Cover, Booklet                         |
| 2003 | Enemies of Reality                 | Nevermore           | Artwork, Layout                        |
| 2003 | Exit Through Fear                  | Society 1           | Artwork                                |
| 2003 | The Glorious Burden                | Iced Earth          | Layout                                 |
| 2003 | Killbox 13                         | Overkill            | Design, Layout                         |
| 2003 | A Murder of Crows                  | Deadsoul Tribe      | Design, Layout, Illustrationen         |
| 2003 | The Puppet Master                  | King Diamond        | Artwork                                |
| 2003 | Viva Emptiness                     | Katatonia           | Art direction, Design                  |
| 2003 | Glow                               | Unjust              | Logo                                   |
| 2003 | Gone Forever                       | God Forbid          | Konzept, Illustrationen, Logo          |
| 2003 | diEversity                         | Entwine             | Cover, Design                          |
| 2003 | The January Tree                   | Deadsoul Tribe      | Layout, Cover-Fotografie               |
| 2003 | Of Malice, the Magnum Heart        | Misery Signals      | Illustrations                          |
| 2003 | Twice Second                       | Symphorce           | Artwork                                |
| 2005 | Arcane Rain Fell                   | Draconian           | Layout                                 |
| 2005 | The Black Sessions                 | Katatonia           | Design, layout Design                  |
| 2005 | Ghost Reveries                     | Opeth               | Art direction, Layout, Illustrationen  |
| 2005 | Immersed                           | Sinai Beach         | Artwork                                |
| 2005 | ReliXIV                            | Overkill            | Layout, Cover                          |
| 2006 | Eclipse                            | Amorphis            | Artwork                                |
| 2006 | Alone                              | Solitude Aeturnus   | Cover                                  |
| 2006 | The New Black                      | Strapping Young Lad | Artwork, Fotografie                    |
| 2007 | Live Consternation                 | Katatonia           | Artwork                                |
| 2007 | Ziltoid the Omniscient             | Devin Townsend      | Artwork                                |
| 2007 | Viides Luku – Hävitetty            | Moonsorrow          | Artwork, Layout                        |
| 2007 | Silent Waters                      | Amorphis            | Artwork                                |
| 2008 | Cynic Paradise                     | Pain                | Cover                                  |
| 2008 | Godspeed on the Devil's Thunder    | Cradle of Filth     | Design producer                        |
| 2008 | The Wacken Carnage                 | Bloodbath           | Artwork, art direction, Design         |
| 2008 | Watershed                          | Opeth               | Cover                                  |
| 2009 | Addicted                           | Devin Townsend      | Artwork                                |
| 2009 | Anno Domini High Definition        | Riverside           | Design, Layout, Illustrationen         |
| 2009 | Bloodstained Endurance             | Trail of Tears      | Artwork                                |
| 2009 | Carver City                        | CKY                 | Artwork                                |
| 2009 | Skyforger                          | Amorphis            | Artwork                                |
| 2009 | The Cold                           | Flotsam & Jetsam    | Cover                                  |
| 2009 | Night Is the New Day               | Katatonia           | Artwork                                |
| 2010 | Everything Remains as It Never Was | Eluveitie           | Artwork, Cover-Fotografie              |
| 2010 | The Evolution of Chaos             | Heathen             | Artwork, Layout                        |
| 2010 | Ironbound                          | Overkill            | Cover, Layout                          |
| 2010 | The Obsidian Conspiracy            | Nevermore           | Cover                                  |
| 2010 | Omen                               | Soulfly             | Layout                                 |
| 2010 | Nightmare                          | Avenged Sevenfold   | Cover, Inlay                           |
| 2010 | A Thin Shell                       | October Tide        | Artwork, Layout                        |
| 2011 | Heritage                           | Opeth               | Coverillustration                      |
| 2011 | The Beginning of Times             | Amorphis            | Illustrationen                         |
| 2011 | Bloodbath over Bloodstock          | Bloodbath           | Illustrationen, Layout                 |
| 2012 | Dead End Kings                     | Katatonia           | Artwork, Design                        |
| 2013 | Shrine of New Generation Slaves    | Riverside           | Artwork                                |
| 2014 | Pale Communion                     | Opeth               | Artwork, Design                        |